# Jānis Roze
Pour les articles homonymes, voir Jánis Arnold Roze et Roze.
Jānis Roze, né le 30 novembre 1878 et mort le 10 mai 1942) est un éditeur et libraire letton.

## Biographie
Né à Vecpiebalga, il a étudié à l'école Ogrēni avec les frères Kaudzīte (lv). En 1896, il est diplômé de l'école paroissiale de Vecpiebalga. Il devient apprenti puis chef d'une imprimerie à Cēsis. En 1906, après la mort du directeur de l'imprimerie, Jānis Ozols (lv), dont il était parent, il devient directeur de la librairie et maison d'édition Ozola, jusqu'en 1912. Il a également joué au théâtre. 
En 1912, il s'installe à Riga, où en 1914 il fonde la société « Jānis Roze (lv) ». En 1917, elle possède une imprimerie, une librairie et une maison d'édition, qui va publier environ 750 livres pour un tirage total est de 2 millions d'exemplaires, dont plus de la moitié étaient de la fiction. De 1940 à 1941, il a travaillé pour l'association nationale des imprimeurs.
Le 14 juin 1941, Roze est déporté (lv) au camp de travail d'Isullag (lv) en Russie, et meurt le 10 mai 1942 de la tuberculose.
En 1998, une salle commémorative dédiée à Roze a été ouverte au 5 rue Krišjāņa Barona, à Riga, dans les locaux de la librairie « Jānis Roze ».